# Benedikt Haller
Benedikt Haller (* 11. Mai 1954) ist ein pensionierter deutscher Diplomat, der seit 2018 Gesandter an der Deutschen Botschaft beim Heiligen Stuhl in Rom war.

## Leben
Nach dem Abitur studierte Haller Philosophie an der Eberhard Karls Universität Tübingen, Universität von Paris sowie der Stony Brook University und war nach Abschluss des Studiums Wissenschaftlicher Mitarbeiter an der Eberhard Karls Universität Tübingen.
1985 trat er in den Auswärtigen Dienst ein und legte während der Ausbildung 1987 seine Promotion zum Dr. phil. an der Eberhard Karls Universität mit einer Dissertation zum Thema Repräsentation : ihr Bedeutungswandel von der hierarchischen Gesellschaft zum demokratischen Verfassungsstaat vor. Nach Ablegung der Laufbahnprüfung für den höheren Dienst 1987 fand er Verwendung an den Auslandsvertretungen in der Sowjetunion, Trinidad und Tobago, USA und Frankreich sowie in der Zentrale des Auswärtigen Amtes in Bonn und Berlin als Mitarbeiter in Referaten für Sicherheitspolitik.
Nachdem er zwischen 2010 und 2011 Leiter der OSZE-Mission in Belarus war, war Haller seit 2011 Generalkonsul in Sankt Petersburg. Dort wurde er Nachfolger von Peter Schaller, der wiederum Botschafter in der Mongolei wurde. Seit 2018 war er ständiger Vertreter des Botschafters beim Heiligen Stuhl in Rom.

## Veröffentlichungen
- Repräsentation : ihr Bedeutungswandel von der hierarchischen Gesellschaft zum demokratischen Verfassungsstaat, Münster 1987, ISBN 3-88660-370-9